# 瓦倫提娜·李希特薩
瓦倫提娜·李希特薩（烏克蘭語：Валенти́на Євге́нівна Лиси́ця，羅馬化：Valentyna Èvhénivna Lysycja，IPA：[βɐlenˈtɪnɐ eu̯ˈɦɛnʲeu̯nɐ leˈsɪtsʲɐ]，羅馬化：Valentina Evgen'evna Lisica, [vɐlʲɪnˈtʲinə jɪvˈɡʲɛnʲɪvnə lʲɪˈsʲit͡sə]，1973年3月25日—），在网络上有时简称“瓦姐”，是烏克蘭裔美國籍的鋼琴家。瓦倫提娜·李希特薩在前往加拿大前，居住在北卡羅來納州，後移居法國。
瓦倫提娜·李希特薩是YouTube上觀看數最高的鋼琴家之一，尤其是她演奏浪漫主義時期大師的作品，包括李斯特·費倫茨、弗雷德里克·蕭邦及謝爾蓋·瓦西里耶維奇·拉赫曼尼諾夫。瓦倫提娜·李希特薩在社群媒體上獨立發展個人的職業生涯，並沒有與唱片公司及音樂展演公司簽約

## 生平與職業生涯
李希特薩1973年出生於烏克蘭基輔，她是俄羅斯人及波蘭人後裔。她的裁縫師母親同樣名為瓦倫提娜，父親艾夫根尼則是一名工程師，至於她的哥哥尤金，則已於2009年去世。
李希特薩三歲開始彈鋼琴，四歲時便首次舉辦獨奏音樂會。

## 外部連結
- 瓦倫提娜·李希特薩官網 （页面存档备份，存于）
- YouTube上的瓦倫提娜·李希特薩頻道
- 瓦倫提娜·李希特薩的Facebook專頁
- 瓦倫提娜·李希特薩的X（前Twitter）